# Bucze (powiat żarski)
Bucze (łuż. Bucowna, do 1945 niem. Buchwalde) – wieś w Polsce położona w województwie lubuskim, w powiecie żarskim, w gminie Przewóz.
W latach 1975–1998 miejscowość należała administracyjnie do województwa zielonogórskiego.

## Nazwa
Historycznie wieś należała do śląskiej części Łużyc. W alfabetycznym spisie miejscowości na terenie Śląska wydanym w 1830 roku we Wrocławiu przez Johanna Knie miejscowość występuje pod łużycką nazwą Bucowna oraz nazwą zgermanizowaną Buchwalde. Obecna nazwa została administracyjnie zatwierdzona 12 listopada 1946.